# Isopedella conspersa
Isopedella conspersa là một loài nhện trong họ Sparassidae.
Loài này thuộc chi Isopedella. Isopedella conspersa được Ludwig Carl Christian Koch miêu tả năm 1875.